# Đồ Rê Mí
Đồ Rê Mí là một cuộc thi ca nhạc dành cho lứa tuổi thiếu nhi do Đài Truyền hình Việt Nam sản xuất, được phát sóng từ năm 2007 đến năm 2015. Tất cả các mùa thi của Đồ Rê Mí được phát sóng trên kênh VTV3, riêng mùa thứ 9 (2015) phát sóng trên VTV6.
Trong mùa thi thứ 7, Đồ Rê Mí thay đổi format thành Đồ Rê Mí đôi. Từ năm 2014 (mùa thứ 8), Đồ Rê Mí quay trở lại với format cũ.
Năm 2016, nhà sản xuất chương trình thông báo tạm dừng tổ chức chương trình mùa thứ 10, đó cũng là lần cuối cùng chương trình Đồ Rê Mí được thực hiện.

## Các vòng thi

### Vòng 1 - Sơ khảo
Đồ Rê Mí là chương trình truyền hình dành cho thiếu nhi  bao gồm 11-15 show với 3-4 show đầu tiên là vòng sơ khảo diễn ra tại các tỉnh thành.
Vòng thi sơ khảo bao gồm 2 ngày. Ngày thứ nhất các bé thí sinh sẽ biểu diễn một bài hát không nhạc và một năng khiếu (đọc thơ, diễn kịch, kể chuyện,...) trước ban giám khảo. Ban giám khảo sẽ chọn ra những bé có triển vọng nhất để thi ngày thứ hai. Sau khi đã được ban giám khảo chọn, các bé thí sinh sẽ thi ngày thi thứ hai là vòng thi thẩm âm tiết tấu. Ban giám khảo sẽ tiếp tục chọn ra các bé ưu tú nhất để tiến tới vòng 2 - Chung khảo.
Vòng sơ khảo thường được diễn ra ở cả ba miền Bắc Trung Nam. Từ 3 thành phố Hà Nội, TP HCM và Đà Nẵng từ những mùa đầu tiên, Đồ Rê Mí đã và đang mở rộng địa điểm tổ chức vòng sơ khảo đến những tỉnh khác điển hình như Tuyên Quang, Nghệ An, Hậu Giang,...

### Vòng 2 - Chung khảo
10 thí sinh được lựa chọn vào vòng Chung khảo sẽ được chia ra làm 5 đội để biểu diễn (2007-2010). Riêng Đồ Rê Mí 2012, 10 bạn sẽ biểu diễn  riêng chứ không chia đội như các năm trước. Thể hiện mỗi chủ đề, bài hát khác nhau. Ở mùa đầu tiên, phần kịch và hát song ca được tách riêng thành 2 phần. Từ mùa thứ 2 trở đi, kịch và song ca được gộp lại thành một phần.
Tiếp theo mỗi phần thi chung của 2 đội sẽ là phần biểu diễn của từng cá nhân. Các em sẽ được hát một bài mà BTC giao cho. Sau mỗi phần biểu diễn sẽ là phần giao lưu giữa các thí sinh và BGK. 
Xen kẽ giữa các phần thi là phóng sự ghi lại những hoạt động mà các thí sinh Đồ Rê Mí được tham gia. Trong 5 năm qua, có nhiều hoạt động hấp dẫn khác nhau, như làm tranh dân gian Đông Hồ, làm giò chả Ước Lễ, đá bóng, Hip Hop, v.v...
Ở mùa thứ 5 (2011), số thí sinh được chọn vào vòng 2 được tăng lên thành 12 thí sinh. Vì vậy, các em cũng không được chia thành 5 đội như trước, mà là thành 4 nhóm. Cấu trúc cũng không có gì thay đổi so với các mùa trước.
Cuối vòng thi thứ 2, các em sẽ được lắng nghe nhận xét, góp ý của BGK về ưu, nhược điểm của từng em. Sẽ có 6 em được chọn để đi tiếp vào vòng 3. Mùa thi đầu tiên, show chia tay và show của đội cuối cùng được gộp làm một phần. Nhưng đã tách riêng ra thành 2 kể từ mùa thi năm 2008 (mùa thứ 2).

### Vòng 3 - Chung kết
6 thí sinh được lọt vào vòng 3 sẽ phải trải qua các show diễn với nhiều chủ đề khác nhau. Tuỳ từng mùa mà thứ tự, chủ đề hay số lượng của các show diễn có thể thay đổi.
Chi tiết xem dưới đây (không bao gồm mùa Đồ Rê Mí Đôi 2013):
2007-2011 (3 show)
| Năm  | Show 1          | Show 2                    | Show 3          |
| ---- | --------------- | ------------------------- | --------------- |
| 2007 | Tự chọn         | Chủ đề                    | Phong cách      |
| 2008 | Trung Thu       | Tự chọn                   | Phong cách      |
| 2009 | Bộ đội          | Tự chọn                   | Phong cách      |
| 2010 | Phong cách      | Unplug (Hát với ban nhạc) | Nhạc nước ngoài |
| 2011 | Nhạc nước ngoài | Unplug (Hát với ban nhạc) | Phong cách      |

2012 (4 show)
| Show 1           | Show 2 | Show 3    | Show 4       |
| ---------------- | ------ | --------- | ------------ |
| Hát với ban nhạc | Hát ru | Nhạc kịch | Nhạc quốc tế |

2014-2015 (5 show - phát sóng trực tiếp)
| 2014 | Hát với ban nhạc | Nhạc nước ngoài | Nhạc tự chọn     | Nhạc dân gian    | Bài hát 2 thế hệ |
| 2015 | Nhạc tự chọn     | Phong cách      | Bài hát 2 thế hệ | Hát với ban nhạc | Nhạc nước ngoài  |

- Trong mùa 1 (2007), show Phong cách trùng với đêm Chung kết. Kể từ mùa 2 (2008), show Phong cách đã được tách ra làm 1 show diễn chính thức ở vòng 3.
- Tất cả các đêm Chung kết đều được truyền hình trực tiếp (trừ mùa 2 (2008) và mùa 9 (2015)).

## Các mùa thi

### Mùa 6
Mùa thứ sáu của Đồ Rê Mí được phát sóng trên VTV3 từ ngày 6 tháng 5 đến ngày 12 tháng 8 năm 2012. Đây là mùa thi đánh dấu sự lột xác về format cũng như cách thể hiện ca khúc trong tất cả các mùa thi của Đồ Rê Mí.
Trong đêm chung kết của chương trình được truyền hình trực tiếp, thí sinh Lê Trần Nhật Tiến (8 tuổi) đến từ Hà Tĩnh đã đạt được giải nhất.

## Những thay đổi

### Về format
- Từ mùa 4 (2010), show Tự chọn được thay thế bởi show Unplug (Hát trực tiếp với ban nhạc).
- Kể từ mùa 6 (2012) trở đi, tất cả các thí sinh sẽ phải hát trực tiếp bằng giọng thật ở tất cả các show diễn mà không được thu âm trước.
- Cũng kể từ mùa 6, ở đêm Chung kết, thay vì là một đêm trình diễn và trao giải, BGK sẽ lựa chọn ít nhất 2 (nhiều nhất là 4) thí sinh vào đêm Chung kết và các thí sinh được vào Chung kết vẫn sẽ phải tiếp tục đấu loại trực tiếp với nhau để tìm ra quán quân của Đồ Rê Mí.

### Về cơ cấu giải thưởng
- Kể từ 2010-2013, thí sinh đạt giải Đặc biệt của Đồ Rê Mí sẽ nhận được 1 chuyến tham quan và giao lưu âm nhạc tại Câu lạc bộ Hello Music Land tại thành phố Melbourne, Australia trong vòng 1 tuần cùng người thân do Vinamilk tài trợ.
- Năm 2011, thí sinh đạt giải Khán giả bình chọn nhiều nhất sẽ nhận 1 chuyến tham quan trại hè quốc tế tại Singapore trong 2 tuần, do Apollo English tài trợ.

## Thống kê

### Thí sinh
| Năm  | Tên Thí Sinh           | Nguyên Quán | Giải                                       |
| ---- | ---------------------- | ----------- | ------------------------------------------ |
| 2007 | Nguyễn Hiền Anh        | Hà Nội      | Trình Diễn xuất sắc nhất                   |
| 2007 | Trần Thế Đan           | TP HCM      | Triển Vọng                                 |
| 2007 | Trần Nguyễn Bảo Trâm   | TP HCM      | Giọng Hát Hay Nhất                         |
| 2007 | Bùi Quỳnh Chi          | TP HCM      | Tiết Mục Đáng Yêu Nhất                     |
| 2007 | Trần Long Nhật         | Huế         | Khán giả Yêu Thích Nhất                    |
| 2007 | Lê Nguyễn Tâm Anh      | TP HCM      | Phong cách Nhất                            |
| 2008 | Hà Phạm Anh Thư        | Bình Dương  | Đặc Biệt                                   |
| 2008 | Đào Hà Anh             | Hà Nội      | Tài Năng 1                                 |
| 2008 | Đoàn Thị Bảo Ngọc      | Huế         | Triển Vọng                                 |
| 2008 | Trần Gia Như           | TP HCM      | Phong cách 2 Khán giả bình chọn nhiều nhất |
| 2008 | Trần Hoài Băng         | Đà Nẵng     | Tài Năng 2                                 |
| 2008 | Bùi Huyền Thảo My      | TP HCM      | Phong cách 1                               |
| 2009 | Trần Thu Hoài          | Yên Bái     | Giọng hát xuất sắc nhất                    |
| 2009 | Trần Cao Cát Tường     | Bình Dương  | Giọng hát xuất sắc nhất                    |
| 2009 | Nguyễn Thị Thu Hương   | Hải Phòng   | Đáng yêu nhất Được khán giả yêu thích nhất |
| 2009 | Nguyễn Hữu Uy Vũ       | Đà Nẵng     | Phong cách xuất sắc nhất                   |
| 2009 | Hải Thị Chỉ Hoa        | Lâm Đồng    | Triển Vọng                                 |
| 2009 | Vũ Việt Hùng           | Thanh Hoá   | Top 10                                     |
| 2009 | Lê Thị Hạnh Dung       | Đà Nẵng     | Top 10                                     |
| 2009 | Chu Lê Anh Thư         | Bình Dương  | Trình Diễn xuất sắc nhất                   |
| 2010 | Đặng Vũ Hiệp           | Đắk Lắk     | Phong Cách                                 |
| 2010 | Lâm Kiều Vy            | Kiên Giang  | Trình Diễn                                 |
| 2010 | Nguyễn Thị Thanh Trúc  | Quảng Ngãi  | Đặc Biệt Khán giả bình chọn nhiều nhất     |
| 2010 | Hoàng Ngân Hà          | Hà Nội      | Nhất                                       |
| 2010 | Nguyễn Duy Phúc        | Hải Phòng   | Ấn Tượng                                   |
| 2010 | Lê Nguyệt Ánh          | Hà Nội      | Nhất                                       |
| 2011 | Bùi Minh Hạnh          | Hải Phòng   | Nhất Khán giả bình chọn nhiều nhất         |
| 2011 | Nguyễn Ngọc Bảo An     | TP HCM      | Ấn Tượng                                   |
| 2011 | Đỗ Trí Dũng            | Yên Bái     | Đặc Biệt                                   |
| 2011 | Vòng Phi Hùng          | Bình Dương  | Triển Vọng                                 |
| 2011 | Nguyễn Đức Tuyết Nhi   | Đắk Lắk     | Phong Cách                                 |
| 2011 | Phan Nguyễn Hà Linh    | Quảng Trị   | Trình Diễn                                 |
| 2012 | Phan Gia Linh          | Bình Dương  | Nhì                                        |
| 2012 | Nguyễn Bích Hằng       | Hà Nam      | Nhì                                        |
| 2012 | Lê Băng Giang          | Hải Phòng   | Ba                                         |
| 2012 | Lê Phạm Như Ngọc       | Quảng Ngãi  | Ba                                         |
| 2012 | Nguyễn Phạm Bảo Trân   | TP HCM      | Nhất                                       |
| 2012 | Lê Trần Nhật Tiến      | Hà Tĩnh     | Đặc Biệt Khán giả bình chọn nhiều nhất     |
| 2012 | Bạch Phúc Nguyên       | Huế         | Top 10                                     |
| 2013 | Nguyễn Khánh Ngọc      | Thanh Hóa   | Nhì ĐRM Đôi                                |
| 2013 | Phạm Mai Ngọc Nhất     | Thanh Hóa   | Ba ĐRM Đôi                                 |
| 2013 | Lê Mai Quỳnh Giao      | Cần Thơ     | Nhì ĐRM Đôi                                |
| 2013 | Trần Quốc Thái         | Thanh Hóa   | Quán quân ĐRM Đôi                          |
| 2013 | Trịnh Nhật Minh        | Hà Nội      | Quán quân ĐRM Đôi                          |
| 2013 | Lưu Thị Hương Thảo     | Hà Nội      | Ba ĐRM Đôi                                 |
| 2014 | Vũ Thu An              | Quảng Ninh  | Đặc Biệt                                   |
| 2014 | Lê Huỳnh Bảo Ngọc      | Cần Thơ     | Bình Chọn Nhiều Nhất                       |
| 2014 | Nguyễn Hoàng Trang Thư | TP HCM      | Trình Diễn xuất sắc nhất                   |
| 2014 | Nguyễn Hải Nam         | Bình Phước  | Nhì                                        |
| 2014 | Chu Tuấn Ngọc          | Hà Nội      | Triển Vọng                                 |
| 2014 | Nguyễn Kim Quỳnh Đan   | Ninh Thuận  | Gương Mặt Đáng Yêu Nhất                    |
| 2015 | Trần Thị Diệp Nhi      | Nghệ An     | Phong cách                                 |
| 2015 | Nguyễn Võ Ngọc Giàu    | Đồng Nai    | Triển vọng                                 |
| 2015 | Lê Bảo Ngọc            | Huế         | Nhất                                       |
| 2015 | Trần Thùy Dương        | Hà Nội      | Triển Vọng                                 |
| 2015 | Huỳnh Đức Thanh        | Đà Nẵng     | Top 12                                     |
| 2015 | Nguyễn Hải Ngân        | Cần Thơ     | Nhất                                       |
| 2015 | Lê Thị Mai Anh         | Hà Nội      | Phong cách                                 |

Thí sinh nhỏ tuổi nhất trong lịch sử giành giải quán quân
- Em Nguyễn Thị Thanh Trúc, 6 tuổi, đến từ Quảng Ngãi (2010)

Thí sinh nam giành giải quán quân đầu tiên trong lịch sử
- Em Đỗ Trí Dũng, 8 tuổi, đến từ Yên Bái (2011)

2 thí sinh đoạt đồng quán quân
- Em Trần Thu Hoài, 10 tuổi, đến từ Yên Bái và em Trần Cao Cát Tường, 9 tuổi, đến từ Bình Dương (2009)
- Em Lê Bảo Ngọc, 6 tuổi, đến từ Huế và em Nguyễn Hải Ngân, 7 tuổi, đến từ Cần Thơ (2015)

2 thí sinh cùng đoạt 1 giải (không phải quán quân)
- Em Lê Nguyệt Ánh, 7 tuổi và em Hoàng Ngân Hà, 6 tuổi (đều đến từ Hà Nội) đã đạt Giải Nhất (2010)

## Đón nhận

### Ý kiến của phụ huynh
Đa phần các ý kiến của phụ huynh về chương trình Đồ Rê Mí đều là ý kiến tích cực. Tuy nhiên, một số phụ huynh cho rằng trang phục, kiểu tóc, trang điểm cho các bé là không phù hợp. Một số khác lại tỏ ra không thích màn khóc lóc chia tay ở các show (Show chia tay vòng 2 và show Trao giải).

### Ca khúc được viết bởi thí sinh tham dự Đồ Rê Mí
Đó là ca khúc "Tạm biệt" được sáng tác bởi thí sinh nhí Đào Hà Anh (Sinh năm 1998). Ca khúc được sử dụng để hát trong các show Trao giải của Đồ Rê Mí. Tuy nhiên, việc các thí sinh nhí này hát ca khúc và khóc đã làm nhiều người tỏ ra thương các em và đề nghị đừng nên để màn khóc như ri này, điều đó sẽ ảnh hưởng đến tâm lý các em.

## Tạm ngừng phát sóng
Trong suốt thời gian phát sóng, chương trình đã có nhiều lần phải tạm dừng hoặc thay đổi việc ghi hình và phát sóng theo kế hoạch, chủ yếu do bị trùng vào thời điểm diễn ra các sự kiện đặc biệt và đã được phát sóng trở lại sau đó 1 tuần. Cụ thể:
- Từ sau số ngày 19/09-31/10/2010, trong thời gian này khung giờ của chương trình đã được thay thế bằng các chương trình này: Bài hát Việt, Con đường âm nhạc, Sao Mai điểm hẹn 2010.
- 11/9/2011, để dành chỗ cho các chương trình trong quốc tang cố chủ tịch hội đồng nhà nước Võ Chí Công.

## Nhà tài trợ
- Colgate (2007)
- Vinamilk (2008 - 2013)
- Canifa (2014 - 2015)